# Jungle Rot
A Jungle Rot amerikai death metal zenekar. 1992-ben alakultak a wisconsini Kenoshában. Első nagylemezük 1996-ban jelent meg. Lemezkiadóik: Victory Records, Napalm Records, Olympic Records, Season of Mist, Century Media Records, Crash Music Inc., Pulverizer Records, S.O.D. Records, Pure Death Records.

## Tagok
- Dave Matrise - ének, gitár (1994-)
- James Genenz - basszusgitár (2005-), gitár (2004-2005-)
- Geoff Bub - gitár (2005-)

## Diszkográfia

### Stúdióalbum
- Skin the Living (1996)
- Slaughter the Weak (1997)
- Dead and Buried (2001)
- Fueled by Hate (2004)
- Warzone (2006)
- What Horrors Await (2009)
- Kill on Command (2011)
- Terror Regime (2013)
- Order Shall Prevail (2015)
- Jungle Rot (2018)
- A Call to Arms (2022)